# Dietrich Schabow
Dietrich Schabow (geboren 1940 in Berlin) ist ein ehemaliger deutscher Lehrer, sowie Fachautor zum Thema Blinde und Sehbehinderte und Lokalhistoriker im Bereich des Neuwieder Beckens, sowie im Speziellen der Stadt Bendorf, die Sayner Hütte und die früheren jüdischen Kultusgemeinden der Region.

## Leben
Schabow, in Berlin geboren, belegte nach seinem Abitur 1959 in Neuwied ein Lehramtsstudium. 1961 begann er die Lehrerlaufbahn an der Volksschule in Irlich bei Neuwied, von wo er mit Ablegung der Zweiten Lehrerprüfung (1964) im Jahr 1966 an die Blindenschule Neuwied wechselte. Nebenberuflich absolvierte er an der Universität Bonn ein Zusatzstudium in den Fächern Geschichte, Philosophie und Psychologie. 2003 trat er an der Landesblindenschule als stellvertretender Schulleiter in den Ruhestand. Während seiner dortigen Lehramtsstätigkeit verfasste Dietrich Schabow Lehrbücher für Blinde und Sehbehinderte sowie weitere Fachaufsätze zur Thematik und entwickelte darüber hinaus einen Globus für Blinde, der weltweit in Nutzung ist und in Serie produziert wurde. Auch nach seiner Pensionierung setzte Schabow die Veröffentlichung von Fachaufsätzen zum Themenfeld fort.
Wiederholt wurde Dietrich Schabow für sein Wirken ausgezeichnet, so mit dem Bundesverdienstkreuz und 2012 mit dem Kulturpreis der Stadt Bendorf, sowie am 10. März 2013 mit dem Paul-Eisenkopf-Preis durch die Christlich-Jüdische Gesellschaft für Brüderlichkeit Koblenz (CJG). In der Laudatio bezeichnete Stefan Elsner, Ärztlicher Direktor an der Rhein-Mosel-Fachklinik in Andernach Schabow als „warmherzigen Philantrop“. Bereits als 12-Jähriger erfuhr Schabow 1952 im elterlichen Haus von dem Terror während der NS-Zeit und der Verfolgung der jüdischen Bürger. Seit der Ausstellung „Die Juden am Rhein“ von 1964 befasste er sich schließlich forschend und publizistisch mit der Thematik, so im Besonderen mit der Geschichte der Heil- und Pflegeanstalten für Nerven und Gemütskranke und deren Bewohnern in Bendorf.
Dietrich Schabow ist verheiratet und lebt in Sayn bei Bendorf, wo er u. a. die jüdischen Friedhöfe in Bendorf und Sayn betreut und Führungen in der Abtei Sayn durchführt.

## Schriften (Auswahl)
- Zur Geschichte der Juden in Bendorf, Hedwig-Dransfeld-Haus, Bendorf 1979
- Ehemalige Prämonstratenser-Abteikirche Bendorf-Sayn (Kleine Kunstführer, Nr. 2460), Schnell + Steiner, Regensburg 2001, ISBN 3-7954-6339-4
- Abtei Sayn, 3. überarbeitete und ergänzte Aufl. der 1977 erschienenen 2. Aufl. (Autor: Franz Hermann Kemp), Görres, Koblenz 2002, ISBN 3-935690-03-7
- mit Paul-Georg Custodis, Barbara Friedhofen: Sayner Hütte. Architektur – Eisenguss – Arbeit und Leben, Hrsg. Förderkreis Abtei Sayn, Görres, Koblenz 2002, ISBN 3-935690-12-6 (2. Aufl. 2007)
- mit Barbara Friedhofen u. a.: Die Heil- und Pflegeanstalten für Nerven und Gemütskranke in Bendorf, Hrsg. Rheinisches Eisenkunstguss-Museum, Bendorf 2008, ISBN 978-3-9800158-9-9
- mit Albert Schäfer: Eisenerz für die Sayner Hütte. Das Eisenerzfuhrwesen von den Gruben bei Horhausen bis zur Sayner Hütte und zur Mülhofener Hütte (Schriftenreihe zur Sayner Hütte, Nr. 3), Hrsg. Freundeskreis Sayner Hütte e.V., Bendorf 2017, ISBN 978-3-9818599-0-4